# Joakim Nyström
Joakim Nyström (Skellefteå, 20 de fevereiro de 1963) é um ex-tenista profissional sueco.

## Simples (13 títulos)
| Posição | N.  | Data | Campeonato                | Piso        | Oponente        | Placar                  |
| ------- | --- | ---- | ------------------------- | ----------- | --------------- | ----------------------- |
| Vice    | 1.  | 1983 | Munique, Alemanha         | Saibro      | Tomáš Šmíd      | 0–6, 3–6, 6–4, 6–2, 5–7 |
| Campeão | 1.  | 1983 | Sydney Outdoor, Austrália | Grama       | Mike Bauer      | 2–6, 6–3, 6–1           |
| Campeão | 2.  | 1984 | Gstaad, Suíça             | Saibro      | Brian Teacher   | 6–4, 6–2                |
| Campeão | 3.  | 1984 | North Conway, EUA         | Saibro      | Tim Wilkison    | 6–2, 7–5                |
| Vice    | 2.  | 1984 | Barcelona, Espanha        | Saibro      | Mats Wilander   | 6–7, 4–6, 6–0, 2–6      |
| Campeão | 4.  | 1984 | Basel, Suíça              | Duro        | Tim Wilkison    | 6–3, 3–6, 6–4, 6–2      |
| Campeão | 5.  | 1984 | Colonia, Alemanha         | Duro (i)    | Miloslav Mečíř  | 7–6, 6–2                |
| Campeão | 6.  | 1985 | Munique, Alemanha         | Saibro      | Hans Schwaier   | 6–1, 6–0                |
| Campeão | 7.  | 1985 | Gstaad, Suíça             | Saibro      | Andreas Maurer  | 6–4, 1–6, 7–5, 6–3      |
| Vice    | 3.  | 1985 | Palermo, Itália           | Saibro      | Thierry Tulasne | 2–6, 0–6                |
| Campeão | 8.  | 1986 | Toronto Indoor, Canadá    | Carpete (i) | Milan Šrejber   | 6–1, 6–4                |
| Campeão | 9.  | 1986 | La Quinta, EUA            | Duro        | Yannick Noah    | 6–1, 6–3, 6–2           |
| Vice    | 4.  | 1986 | Milan, Itália             | Carpete     | Ivan Lendl      | 2–6, 2–6, 4–6           |
| Campeão | 10. | 1986 | Rotterdam, Holanda        | Carpete (i) | Anders Järryd   | 6–0, 6–3                |
| Campeão | 11. | 1986 | Monte Carlo, Mônaco       | Saibro      | Yannick Noah    | 6–3, 6–2                |
| Campeão | 12. | 1986 | Madrid, Espanha           | Saibro      | Kent Carlsson   | 6–1, 6–1                |
| Vice    | 5.  | 1987 | Lyon, França              | Carpete     | Yannick Noah    | 4–6, 5–7                |
| Campeão | 13. | 1987 | Båstad, Suécia            | Saibro      | Stefan Edberg   | 4–6, 6–0, 6–3           |

## Duplas (8 títulos)
| Posição | N.  | Data | Torneio                    | Piso     | Parceiro         | Oponentes                          | Placar                  |
| ------- | --- | ---- | -------------------------- | -------- | ---------------- | ---------------------------------- | ----------------------- |
| Vice    | 1.  | 1982 | Båstad, Suécia             | Saibro   | Mats Wilander    | Anders Järryd Hans Simonsson       | 6–0, 3–6, 6–7           |
| Campeão | 1.  | 1983 | Båstad, Suécia             | Saibro   | Mats Wilander    | Anders Järryd Hans Simonsson       | 1–6, 7–6, 7–6           |
| Vice    | 2.  | 1983 | Genebra, Suíça             | Saibro   | Mats Wilander    | Stanislav Birner Blaine Willenborg | 1–6, 6–2, 3–6           |
| Vice    | 3.  | 1984 | Cologne, Alemanha          | Duro (i) | Jan Gunnarsson   | Wojtek Fibak Sandy Mayer           | 1–6, 3–6                |
| Vice    | 4.  | 1984 | Australian Open, Melbourne | Grama    | Mats Wilander    | Mark Edmondson Sherwood Stewart    | 2–6, 2–6, 5–7           |
| Campeão | 2.  | 1985 | Philadelphia, EUA          | Carpete  | Mats Wilander    | Wojtek Fibak Sandy Mayer           | 3–6, 6–2, 6–2           |
| Vice    | 5.  | 1985 | Cincinnati, EUA            | Duro     | Mats Wilander    | Stefan Edberg Anders Järryd        | 6–4, 2–6, 3–6           |
| Campeão | 3.  | 1985 | Palermo, Itália            | Saibro   | Colin Dowdeswell | Sergio Casal Emilio Sánchez        | 6–4, 6–7, 7–6           |
| Vice    | 6.  | 1985 | Masters, Nova York         | Carpete  | Mats Wilander    | Stefan Edberg Anders Järryd        | 1–6, 6–7                |
| Campeão | 4.  | 1986 | Toronto Indoor, Canadá     | Carpete  | Wojtek Fibak     | Christo Steyn Danie Visser         | 6–3, 7–6                |
| Vice    | 7.  | 1986 | Monte Carlo, Mônaco        | Saibro   | Mats Wilander    | Guy Forget Yannick Noah            | 4–6, 6–3, 4–6           |
| Campeão | 5.  | 1986 | Madrid, Espanha            | Saibro   | Anders Järryd    | Jesus Colas David De Miguel        | 6–2, 6–2                |
| Campeão | 6.  | 1986 | Wimbledon, Londres         | Grama    | Mats Wilander    | Gary Donnelly Peter Fleming        | 7–6, 6–3, 6–3           |
| Vice    | 8.  | 1986 | Gstaad, Suíça              | Saibro   | Stefan Edberg    | Sergio Casal Emilio Sánchez        | 3–6, 6–3, 3–6           |
| Vice    | 9.  | 1986 | [U.S. Open]], Nova York    | Duro     | Mats Wilander    | Andrés Gómez Slobodan Živojinović  | 6–4, 3–6, 3–6, 6–4, 3–6 |
| Campeão | 7.  | 1986 | Barcelona, Espanha         | Saibro   | Jan Gunnarsson   | Carlos Di Laura Claudio Panatta    | 6–3, 6–4                |
| Vice    | 10. | 1987 | Boston, EUA                | Saibro   | Mats Wilander    | Hans Gildemeister Andrés Gómez     | 6–7, 6–3, 1–6           |
| Vice    | 11. | 1987 | Indianapolis, EUA          | Saibro   | Mats Wilander    | Laurie Warder Blaine Willenborg    | 0–6, 3–6                |
| Campeão | 8.  | 1988 | Bordeaux, França           | Saibro   | Claudio Panatta  | Christian Miniussi Diego Nargiso   | 6–1, 6–4                |
| Vice    | 12. | 1988 | Kitzbühel, Áustria         | Saibro   | Claudio Panatta  | Sergio Casal Emilio Sánchez        | 4–6, 6–7                |